# 2501 Lohja
2501 Lohja è un asteroide della fascia principale. Scoperto nel 1942, presenta un'orbita caratterizzata da un semiasse maggiore pari a 2,4216486 UA e da un'eccentricità di 0,1952728, inclinata di 3,31580° rispetto all'eclittica.